# Chicago P.D. (4.ª temporada)
A quarta temporada da série de televisão dramática estadounidense Chicago P.D. foi encomendada em 9 de novembro de 2015 pela NBC, estreou em 21 de setembro de 2016 e foi concluída em 17 de maio de 2017, contando com 23 episódios. A temporada foi produzida pela Universal Television em associação com a Wolf Entertainment, com Dick Wolf, Matt Olmstead e Derek Haas como produtores executivos. A temporada foi ao ar na temporada de transmissão de 2016-17 às noites de quarta-feira às 22h00, horário do leste dos EUA.
Essa é primeira temporada a não contar com Brian Geraghty como Oficial Sean Roman desde sua introdução, na segunda temporada. É também a última temporada a contar com Sophia Bush como Detetive Erin Lindsay.
A quarta temporada estrela Jason Beghe como Sargento Henry "Hank" Voight, Jon Seda como Detetive Antonio Dawson, Sophia Bush como Detetive Erin Lindsay, Jesse Lee Soffer como Detetive Jay Halstead, Patrick John Flueger como Oficial Adam Ruzek, Marina Squerciati como Oficial Kim Burgess, LaRoyce Hawkins como Oficial Kevin Atwater, Amy Morton como Sargento Trudy Platt e Elias Koteas como Detetive Alvin Olinsky.
A temporada terminou com uma audiência média de de 8.48 milhões de telespectadores e ficou classificada em 36.º lugar na audiência total e classificada em 34.º no grupo demográfico de 18 a 49 anos.

## Elenco e personagens

### Principal
- Jason Beghe como Sargento Henry "Hank" Voight
- Jon Seda como Detetive Antonio Dawson[a]
- Sophia Bush como Detetive Erin Lindsay
- Jesse Lee Soffer como Detetive Jay Halstead
- Patrick John Flueger como Oficial Adam Ruzek
- Marina Squerciati como Oficial Kim Burgess
- LaRoyce Hawkins como Detetive Kevin Atwater
- Amy Morton como Sargento Trudy Platt
- Elias Koteas como Detetive Alvin Olinsky

### Recorrente
- Samuel Hunt como Greg "Mouse" Gerwitz
- Barbara Eve Harris como Comandante Emma Crowley
- Markie Post como Barbara "Coelho" Fletcher
- Chris Agos como Procurador do Estado Assistente Steve Kot
- Esai Morales como Chefe Lugo
- Nick Wechsler como Detetive Kenny Rixton
- Li Jun Li como Oficial Julie Tay
- Jules Willcox como Nicole Silver
- Kevin Kane como Oficial Mike Sorensen
- Ian Bedford como Comandante Ed Fogel
- Tony Crane como Jimmy Sanguinetti
- Tracy Spiridakos como Detetive Hailey Upton

### Crossover
- Jesse Spencer como Tenente Matthew Casey (De Chicago Fire)
- Taylor Kinney como Tenente Kelly Severide (De Chicago Fire)
- Monica Raymund como paramédica Gabriela Dawson (De Chicago Fire)
- Eamonn Walker como Chefe Wallace Boden (De Chicago Fire)
- David Eigenberg como Bombeiro Christopher Herrmann (De Chicago Fire)
- Yuri Sardarov como Bombeiro Brian "Otis" Zvonecek (De Chicago Fire)
- Christian Stolte como Bombeiro Randy "Mouch" McHolland (De Chicago Fire)
- Kara Killmer como paramédica Sylvie Brett (De Chicago Fire)
- Nick Gehlfuss como Dr. Will Halstead (De Chicago Med)
- Torrey DeVitto como Dra. Natalie Manning (De Chicago Med)
- Yaya DaCosta como enfermeira April Sexton (De Chicago Med)
- Rachel DiPillo como Dra. Sarah Reese (De Chicago Med)
- Colin Donnell como Dr. Connor Rhodes (De Chicago Med)
- Brian Tee como Dr. Ethan Choi (De Chicago Med)
- Marlyne Barrett como enfermeira Maggie Lockwood (De Chicago Med)
- S. Epatha Merkerson como Sharon Goodwin (De Chicago Med)
- Oliver Platt como Dr. Daniel Charles (De Chicago Med)
- Carl Weathers como Procurador do Estado Mark Jefferies (De Chicago Justice)
- Philip Winchester como Procurador do Estado Assistente Peter Stone (De Chicago Justice)
- Monica Barbaro como Procuradora do Estado Adjunta Anna Valdez (De Chicago Justice)

Notas
1. ↑  Seda é creditado como principal até o episódio 8; é creditado como convidado nos episódios e 14 e 16, como um personagem de Chicago Justice.

## Episódios
| N.º na série | N.º na temp. | Título                                 | Dirigido por         | Escrito por                        | Exibição original       | Audiência (milhões) |
| --- | ------------ | -------------------------------------- | -------------------- | ---------------------------------- | ----------------------- | ------------------- |
| 62 | 1            | "The Silos"                            | Mark Tinker          | Matt Olmstead                      | 21 de setembro de 2016  | 6.87                |
| O sargento Voight continua a sofrer após a morte de seu filho. A detetive Lindsay tenta manter em segredo seu conhecimento sobre o que aconteceu entre Voight e o assassino de Justin, e uma investigação interna da polícia de Chicago é conduzida. Enquanto isso, a unidade de inteligência investiga um caso de incêndio criminoso que mais tarde se transforma em assassinato, e a oficial Burgess conhece sua nova parceira Julie Tay. |              |                                        |                      |                                    |                         |                     |
| 63 | 2            | "Made a Wrong Turn"                    | Fred Berner          | Craig Gore & Tim Walsh             | 28 de setembro de 2016  | 6.14                |
| No dia mais quente do verão, a unidade de inteligência investiga o caso de uma mulher desaparecida em um notório bairro afro-americano. Enquanto isso, Platt é ameaçada pelo Comandante Fogel sobre sua decisão de transferir Tay para o 21, e Mouse anuncia seus planos de se alistar nos Rangers do Exército. |              |                                        |                      |                                    |                         |                     |
| 64 | 3            | "All Cylinders Firing"                 | Nick Gomez           | Mike Weiss                         | 5 de outubro de 2016    | 6.22                |
| A unidade de Inteligência investiga depois que Platt é atacada enquanto caminhava para seu carro. À medida que a investigação se desenvolve, a unidade encontra o pai de Platt espancado, e que sua namorada muito mais jovem pode estar envolvida. Enquanto isso, depois que Burgess deixa escapar uma informação importante do caso, Platt escapa do hospital para encontrar sua própria justiça para seu pai. |              |                                        |                      |                                    |                         |                     |
| 65 | 4            | "Big Friends, Big Enemies"             | Rohn Schmidt         | Gwen Sigan                         | 12 de outubro de 2016   | 6.15                |
| A unidade de inteligência investiga um tiroteio, que mata uma estrela do rap local. Voight inicialmente suspeita que um grupo terrorista possa estar envolvido, mas, após um segundo tiroteio em território de gangues, a unidade considera a possibilidade de que ambos os crimes façam parte de uma guerra de gangues. Enquanto isso, Burgess vê o irmão mais novo de Atwater enquanto visita potenciais atiradores e alvos. |              |                                        |                      |                                    |                         |                     |
| 66 | 5            | "A War Zone"                           | Eriq La Salle        | Tiller Russell                     | 26 de outubro de 2016   | 5.82                |
| A Unidade de Inteligência investiga depois que um corpo e uma bolsa cheia de fentanil, uma droga que tem sido associada a uma série de overdoses em Chicago, chegam à costa. Enquanto isso, Platt informa a Tay que ela foi transferida para seu posto original, e Mouse causa tensão dentro da unidade enquanto ele continua tentando ter uma acusação criminal retirada para que ele possa se alistar no Exército. |              |                                        |                      |                                    |                         |                     |
| 67 | 6            | "Some Friend"                          | Mark Tinker          | Timothy J. Sexton                  | 9 de novembro de 2016   | 5.70                |
| Burgess e o novo parceiro oficial Sorensen respondem a uma reclamação de barulho de uma casa, apenas para encontrar uma adolescente morta dentro. A unidade investiga o assassinato, que acaba sendo a casa do famoso jogador de beisebol local Jake McCoy, que por acaso é um velho amigo de Olinsky. Além disso, depois que Lindsay recebe misteriosamente um arranjo de margaridas, Halstead as rastreia até uma floricultura perto da Penitenciária Leavenworth, uma prisão na qual Erin revela que seu pai cumpriu pena. |              |                                        |                      |                                    |                         |                     |
| 68 | 7            | "300,000 Likes"                        | Charlotte Brandström | Jamie Pachino                      | 16 de novembro de 2016  | 6.11                |
| A unidade investiga o assassinato de uma testemunha-chave em um julgamento de estupro de alto nível em andamento. Depois de parar um motorista errático, Burgess e Sorensen encontram o motorista vestindo uma saia, meias arrastão e um cinto de castidade, gravando-o em suas câmeras corporais. Mais tarde, Sorensen publica o vídeo em sua conta do Facebook. Enquanto isso, é oferecido a Antonio um trabalho de investigador principal no escritório do advogado por Peter Stone. |              |                                        |                      |                                    |                         |                     |
| 69 | 8            | "A Shot Heard Around the World"        | Terry Miller         | Matt Olmstead & Gwen Sigan         | 16 de novembro de 2016  | 6.11                |
| A unidade de Inteligência lida com um franco-atirador altamente treinado que alvejou e matou dois oficiais de patrulha. Enquanto isso, tendo aceitado a oferta de trabalho de Stone, Antonio lida com as consequências de contar à equipe e, mais tarde em sua festa de despedida, Voight oferece a Burgess uma posição na Inteligência. Além disso, Bunny lança uma bomba em Lindsay: seu pai biológico está na cidade e quer conhecê-la. |              |                                        |                      |                                    |                         |                     |
| 70 | 9            | "Don't Bury This Case"                 | Cherie Nowlan        | Craig Gore & Tim Walsh             | 3 de janeiro de 2017    | 7.89                |
| Severide é acusado de um acidente de atropelamento, que mais tarde se transforma em homicídio veicular quando uma das vítimas, uma criança, morre devido aos ferimentos. Lindsay e Voight suspeitam que armaram para Severide. As amizades e relacionamentos são colocados à prova, pois os detetives e policiais são forçados a seguir uma linha muito tênue com seus amigos do Quartel 51 à medida que as evidências contra Severide aumentam. Enquanto isso, Burgess começa seu primeiro dia na Inteligência e imediatamente entra em conflito com Olinsky. Além disso, Lindsay pensa em conhecer seu pai. Esse episódio conclui um crossover com Chicago Fire que começou em "Some Make It, Some Don't". |              |                                        |                      |                                    |                         |                     |
| 71 | 10           | "Don't Read the News"                  | Nick Gomez           | Mike Weiss                         | 4 de janeiro de 2017    | 6.30                |
| A unidade de Inteligência investiga o assassinato de uma jovem e depois descobre que seu assassinato pode estar ligado a um potencial assassino em série que assassinou mais de 10 mulheres. Enquanto isso, Voight apresenta Kenny Rixton à unidade como um substituto temporário para Ruzek enquanto ele está em uma missão secreta. Burgess salva a vida de Olinsky e ganha seu respeito, e Lindsay finalmente conhece seu pai biológico. |              |                                        |                      |                                    |                         |                     |
| 72 | 11           | "You Wish"                             | Mark Tinker          | Tiller Russell                     | 11 de janeiro de 2017   | 6.60                |
| A unidade de Inteligência investiga o assassinato de um criminoso sexual, que foi morto e seu corpo mutilado. Uma busca no passado da vítima coloca a Inteligência em conflito com a Polícia Especial, uma força policial privada sancionada que patrulha propriedades privadas e opera independentemente das regras e regulamentos do CPD. Enquanto isso, para desgosto de Lindsay, Halstead executa um DNA em Jimmy e descobre que ele não é o pai de Erin. |              |                                        |                      |                                    |                         |                     |
| 73 | 12           | "Sanctuary"                            | John Hyams           | Timothy J. Sexton                  | 18 de janeiro de 2017   | 7.11                |
| A unidade de Inteligência é colocada em situação precária quando os suspeitos do assassinato de um corredor se refugiam em uma igreja, e o padre e os paroquianos impedem a entrada de policiais. Rixton vai atrás das costas de Voight para questionar um membro de gangue em relação ao caso, e quando Voight descobre, ele ameaça expulsar Rixton da unidade. Além disso, Atwater realiza seu primeiro show de comédia no Molly's. |              |                                        |                      |                                    |                         |                     |
| 74 | 13           | "I Remember Her Now"                   | David Rodriguez      | Gwen Sigan                         | 8 de fevereiro de 2017  | 6.27                |
| A equipe investiga o assassinato de uma menina de 15 anos, que morreu de ferimentos graves. A garota, Sam, estava matriculada em um programa para garotas problemáticas. Halstead se disfarça no programa quando a equipe descobre um comportamento suspeito dos membros da equipe. Platt descobre que Sam visitou o Distrito 21 e se sente mal por não se lembrar dela. |              |                                        |                      |                                    |                         |                     |
| 75 | 14           | "Seven Indictments"                    | Mark Tinker          | Jamie Pachino                      | 15 de fevereiro de 2017 | 6.68                |
| A unidade de Inteligência investiga depois que uma explosão em uma casa deixa um corpo queimado irreconhecível. Sem testemunhas, a Inteligência acha difícil rastrear o responsável. Enquanto isso, as tensões aumentam quando Lindsay e Halstead descobrem que a antiga unidade de Rixton está sob acusação e suspeita que Rixton os denunciou. Além disso, ao tentar ajudar um sem-teto, Platt é picada por uma agulha suja e Ruzek retorna após sua longa operação secreta. |              |                                        |                      |                                    |                         |                     |
| 76 | 15           | "Favor, Affection, Malice or Ill-Will" | Holly Dale           | Craig Gore & Tim Walsh             | 22 de fevereiro de 2017 | 6.68                |
| Lindsay convoca Olinsky para se disfarçar de assassino de aluguel depois de uma delação de um velho amigo sobre um pai em luto querendo vingar o assassinato de sua filha. Enquanto isso, Ruzek retorna de sua missão secreta e fica surpreso quando Voight o rebaixa para patrulhar. Mais tarde, Rixton oferece a Ruzek seu lugar original na Inteligência, revelando que ele aceitou uma posição em uma equipe de narcóticos. |              |                                        |                      |                                    |                         |                     |
| 77 | 16           | "Emotional Proximity"                  | Reza Tabrizi         | Matt Olmstead                      | 1 de março de 2017      | 9.59                |
| A inteligência investiga após o incêndio no armazém que deixou a filha de Olinsky, Lexi, em estado crítico. A equipe está no limite enquanto correm para encontrar a pessoa responsável por iniciar o incêndio. Depois que Lexi sucumbe aos ferimentos, Olinsky, aflito, tenta rastrear o suspeito. Durante uma vigília à luz de velas para as 39 vítimas, Lindsay avista o suspeito e, após prendê-lo, eles entregam o caso a Antonio Dawson e Peter Stone na Procuradoria do Estado. Esse episódio continua um crossover com Chicago Fire e Chicago Justice que começou em "Deathtrap" e se conclui em "Fake."                                                                                             |              |                                        |                      |                                    |                         |                     |
| 78 | 17           | "Remember the Devil"                   | Rohn Schmidt         | Mike Weiss                         | 22 de março de 2017     | 6.39                |
| A unidade de Inteligência investiga uma mulher mantida em cativeiro em um contêiner que se recusa a ajudar a encontrar o suspeito envolvido. Quando um vídeo se torna viral, a equipe percebe que há uma segunda refém e correm contra o tempo para encontrá-la. Enquanto isso, uma ex-namorada de Halstead aparece em Chicago e solta a bomba de que eles ainda são casados, e Olinsky volta ao trabalho após a morte de sua filha. |              |                                        |                      |                                    |                         |                     |
| 79 | 18           | "Little Bit of Light"                  | Lin Oeding           | Gwen Sigan                         | 29 de março de 2017     | 6.10                |
| A unidade de Inteligência investiga o assassinato de um "rastreador noturno", um cinegrafista freelance que filma cenas de crime. Quando Olinsky e Ruzek encontram imagens de vídeo escondidas, a equipe percebe que a vítima estava chantageando uma das famílias mais ricas de Chicago depois de filmar uma confissão de estupro. Enquanto isso, a irmã de Burgess, Nicole, está na cidade e imediatamente entra em conflito com Ruzek, antes de revelar a Burgess que ela está se divorciando. |              |                                        |                      |                                    |                         |                     |
| 80 | 19           | "Last Minute Resistance"               | John Hyams           | Timothy J. Sexton                  | 5 de abril de 2017      | 6.52                |
| Depois de uma noitada com os amigos, a irmã de Burgess, Nicole, é drogada e agredida sexualmente. A unidade de inteligência se une para investigar o ataque brutal e logo descobre que um dos amigos de Nicole está desaparecido, apenas para mais tarde ser encontrado morto, tendo escapado dos homens que levaram as duas mulheres. Lindsay e Burgess se disfarçam para atrair os suspeitos, e quando um dos suspeitos tenta agredir Burgess, o resto da equipe se muda para fazer uma prisão. Mais tarde, Burgess tira uma licença temporária da Inteligência para cuidar de sua irmã. |              |                                        |                      |                                    |                         |                     |
| 81 | 20           | "Grasping for Salvation"               | David Rodriguez      | Tiller Russell                     | 26 de abril de 2017     | 6.27                |
| Quando um adolescente é morto a tiros, a unidade de Inteligência começa a investigar, logo descobrindo que a arma recuperada é a mesma usada em um caso investigado por Voight 17 anos antes. Enquanto o pai da vítima, um advogado proeminente, tenta tirar o caso da Inteligência, Voight investiga seu caso passado, suspeitando de seu antigo parceiro. Enquanto a Inteligência e Voight se aproximam da verdade, o ex-parceiro de Voight e agora tenente, Denny Woods, o coloca na frente do conselho de revisão por desobedecer a ordens diretas. |              |                                        |                      |                                    |                         |                     |
| 82 | 21           | "Fagin"                                | Fred Berner          | Craig Gore & Tim Walsh             | 3 de maio de 2017       | 6.15                |
| Lindsay e Halstead respondem a um assalto a banco em andamento. Enquanto a unidade de Inteligência abre uma investigação, a detetive Hailey Upton, da divisão de homicídios, tenta assumir o controle, no entanto, o chefe Lugo concede a Voight e sua equipe a propriedade do caso. Enquanto investiga, Lindsay se envolve em outro assalto em andamento e uma decisão em frações de segundo a faz matar um dos criminosos, que acaba sendo membro de uma gangue de adolescentes, dirigida por um ex-assaltante de banco. |              |                                        |                      |                                    |                         |                     |
| 83 | 22           | "Army of One"                          | John Whitesell       | Tiller Russell & Timothy J. Sexton | 10 de maio de 2017      | 6.17                |
| A unidade de Inteligência investiga o assassinato de um homem queimado vivo depois que foi transmitido ao vivo no Facebook. A detetive Upton se junta à Inteligência. Durante a investigação, a unidade descobre que a vítima foi acusada de estupro. Quando um segundo homem condenado por pedofilia também é queimado vivo, Olinsky se disfarça para tirar o criminoso. Mais tarde, enquanto o agressor está sob custódia, Lindsay o agride. |              |                                        |                      |                                    |                         |                     |
| 84 | 23           | "Fork in the Road"                     | Mark Tinker          | Mike Weiss                         | 17 de maio de 2017      | 6.50                |
| Enquanto está na frente do conselho de revisão enfrentando ações disciplinares, Lindsay recebe uma ligação angustiada de sua mãe que encontrou seu namorado baleado. A inteligência assume o caso e rapidamente descobre que seu caso está relacionado a estudantes do ensino médio que estão tendo uma overdose, antes de descobrir que Bunny está mais envolvida do que eles foram levados a acreditar. Enquanto isso, Lugo dá a Voight um ultimato sobre Lindsay, o que o leva a negociar um acordo com o FBI. Além disso, Halstead planeja propor casamento a Lindsay, mas antes que ele possa, Lindsay deixa Chicago e aceita um emprego no FBI em Nova York.                                           |              |                                        |                      |                                    |                         |                     |

## Produção

### Casting
Li Jun Li se juntou ao elenco como a Oficial Julie Tay como uma convidada de três episódios. Sua personagem substituiu o personagem de Brian Geraghty, oficial Sean Roman, depois que ele deixou a série no final da temporada passada. Em 28 de setembro, foi relatado que Jon Seda, intérprete de Antonio Dawson, deixaria PD para se juntar a Justice, onde Antonio seria um investigador. Foi ainda relatado em 5 de outubro que o último episódio de PD de Seda seria o episódio 8.
Nick Wechsler se juntou ao elenco como Kenny Rixton, um ex-protegido de Voight, para um arco de vários episódios. Em 7 de fevereiro de 2017, foi revelado que Esai Morales se juntaria ao elenco como Chefe Lugo, um veterano do Departamento de Polícia que está tentando orientar o Departamento de Polícia de Chicago para um novo estilo de policiamento. Sua primeira aparição foi no crossover de três partes com Chicago Fire e Chicago Justice.
Definida para ser uma personagem recorrente como Hailey Upton, uma detetive de homicídios, Tracy Spiridakos se juntou ao elenco, com seu primeiro episódio indo ao ar no início de maio. Marina Squerciati tirou licença maternidade do show em março de 2017, e Kim fez sua saída temporária em "Last Minute Resistance".

### Crossovers
Um crossover com início em Chicago Fire e final em Chicago PD foi ao ar em 3 de janeiro de 2017.
Um crossover de três partes entre Chicago Fire, Chicago PD e a estreia de Chicago Justice foi ao ar em 1º de março de 2017, com forte envolvimento de Chicago Med, apesar de não ter um episódio envolvido.

## Recepção

### Audiência
| №   | Título                                 | Exibição original       | Rating/share (18–49) | Audiência (em milhões) | DVR (18–49) | Audiência em DVR (milhões) | Total (18–49) | Audiência total (em milhões) |
| --- | -------------------------------------- | ----------------------- | -------------------- | ---------------------- | ----------- | -------------------------- | ------------- | ---------------------------- |
| 1   | "The Silos"                            | 21 de setembro de 2016  | 1.6/5                | 6.87                   | 1.0         | 3.83                       | 2.4           | 10.71                        |
| 2   | "Made a Wrong Turn"                    | 28 de setembro de 2016  | 1.5/5                | 6.14                   | 1.1         | 3.74                       | 2.6           | 9.88                         |
| 3   | "All Cylinders Firing"                 | 5 de outubro de 2016    | 1.4/5                | 6.22                   | 1.0         | 3.77                       | 2.4           | 9.99                         |
| 4   | "Big Friends, Big Enemies"             | 12 de outubro de 2016   | 1.4/5                | 6.15                   | 1.1         | 3.62                       | 2.5           | 9.78                         |
| 5   | "A War Zone"                           | 26 de outubro de 2016   | 1.3/4                | 5.82                   | 1.0         | 3.76                       | 2.3           | 9.58                         |
| 6   | "Some Friend"                          | 9 de novembro de 2016   | 1.3/5                | 5.70                   | 0.8         | 2.76                       | 2.1           | 8.46                         |
| 7/8 | "300,000 Likes"                        | 16 de novembro de 2016  | 1.2/4                | 6.11                   | 1.1         | 3.63                       | 2.3           | 9.74                         |
| 9   | "Don't Bury This Case"                 | 3 de janeiro de 2017    | 1.7/6                | 7.89                   | 0.9         | 3.36                       | 2.6           | 11.25                        |
| 10  | "Don't Read the News"                  | January 4, 2017         | 1.5/6                | 6.30                   | 0.9         | 3.24                       | 2.4           | 9.59                         |
| 11  | "You Wish"                             | 11 de janeiro de 2017   | 1.5/5                | 6.60                   | 1.0         | 3.83                       | 2.5           | 10.43                        |
| 12  | "Sanctuary"                            | 18 de janeiro de 2017   | 1.5/6                | 7.11                   | 1.1         | 3.73                       | 2.6           | 10.84                        |
| 13  | "I Remember Her Now"                   | 8 de fevereiro de 2017  | 1.3/5                | 6.27                   | 1.0         | 3.76                       | 2.3           | 10.03                        |
| 14  | "Seven Indictments"                    | 15 de fevereiro de 2017 | 1.3/5                | 6.68                   | 1.1         | 3.80                       | 2.4           | 10.48                        |
| 15  | "Favor, Affection, Malice or Ill-Will" | 22 de fevereiro de 2017 | 1.3/5                | 6.68                   | 1.0         | 3.70                       | 2.3           | 10.38                        |
| 16  | "Emotional Proximity"                  | 1 de março de 2017      | 1.9/7                | 9.59                   | N/A         | N/A                        | N/A           | N/A                          |
| 17  | "Remember The Devil"                   | 22 de março de 2017     | 1.2/5                | 6.39                   | 1.1         | 3.82                       | 2.3           | 10.20                        |
| 18  | "Little Bit of Light"                  | 29 de março de 2017     | 1.2/5                | 6.10                   | 1.0         | 3.88                       | 2.2           | 9.98                         |
| 19  | "Last Minute Resistance"               | 5 de abril de 2017      | 1.3/5                | 6.52                   | 0.9         | 3.52                       | 2.2           | 10.03                        |
| 20  | "Grasping For Salvation"               | 26 de abril de 2017     | 1.2/4                | 6.27                   | N/A         | N/A                        | N/A           | N/A                          |
| 21  | "Fagin"                                | 3 de maio de 2017       | 1.2/4                | 6.15                   | 1.0         | 3.89                       | 2.2           | 10.04                        |
| 22  | "Army of One"                          | 10 de maio de 2017      | 1.3/5                | 6.17                   | 1.0         | 3.84                       | 2.3           | 10.01                        |
| 23  | "Fork in the Road"                     | 17 de maio de 2017      | 1.3/5                | 6.50                   | 1.0         | 3.86                       | 2.3           | 10.35                        |

## Lançamento em DVD
| Chicago P.D. – Season Four                                                                           | | | | | |
| Detalhes do DVD                                                                                      | Detalhes do DVD                                                                                      | Detalhes do DVD                                                                                      | Características Especiais | Características Especiais | Características Especiais |
| - 23 episódios - 6 discos - Áudio em Inglês (Dolby Digital 5.1 Surround) - Legendas: Inglês, Francês | - 23 episódios - 6 discos - Áudio em Inglês (Dolby Digital 5.1 Surround) - Legendas: Inglês, Francês | - 23 episódios - 6 discos - Áudio em Inglês (Dolby Digital 5.1 Surround) - Legendas: Inglês, Francês | - Episódios crossover com Chicago Fire - "Some Make It, Some Don't" - "Deathtrap" - Episódio crossover com Chicago Justice - "Fake" | - Episódios crossover com Chicago Fire - "Some Make It, Some Don't" - "Deathtrap" - Episódio crossover com Chicago Justice - "Fake" | - Episódios crossover com Chicago Fire - "Some Make It, Some Don't" - "Deathtrap" - Episódio crossover com Chicago Justice - "Fake" |
| Datas de lançamento                                                                                  | | | | | |
| Região 1                                                                                             | Região 1                                                                                             | Região 2                                                                                             | Região 2 | Região 4 | Região 4 |
| 12 de setembro de 2017                                                                               | 12 de setembro de 2017                                                                               | 11 de dezembro de 2017                                                                               | 11 de dezembro de 2017 | 4 de outubro de 2017 | 4 de outubro de 2017 |